# Тубальський лиман
Тубальський лиман — урочище і озеро, розташований на території Приазовського району (Запорізька область, Україна), північно-західній частині Азовського моря. Площа — 1,96 км². Урочище включає водно-болотні угіддя (водно-солончакові) в пригирловій частині річки Домузла (після впадіння притоки Акчокрак). Тип загальної мінералізації — солоне. Походження — лиманове. Група гідрологічного режиму — безстічне. Дану водойму Запорізьке обласне управління водних ресурсів відносить до категорії лиманів.

## Географія
Параметри основної (південної) частини (стабільне водне дзеркало): довжина — 1,5 км; ширина середня — 0,4 км, найбільша — 0,6 км. Глибина середня — 10-20 см (влітку). Водно-болотні угіддя досягають довжини 4,8 км і ширини 1 км. У літній період водойма частково або повністю пересихає, наповнюється навесні.
Озеро утворено в пригирловій частини річки Домузла і від Азовського моря повністю відокремлене пересипом. Утворюються в пересипу тимчасові протоки, що з'єднують Тубальський лиман з морем. Водоймище неправильної видовженої форми, витягнуте з північного заходу на південний схід. Лівий (північний) берег сильно звивистий, на відміну від правого. У Тубальський лиман впадає річка Домузла і дві балки (Глибока і безіменна). Береги пологі. Водне дзеркало в північному напрямку переходить в солончаки.
По обидва боки лиману на березі Азовського моря розташовані бази відпочинку, також по обидва боки в безпосередній близькості розташовані села Новокостянтинівка і Приморський Посад. Поповнюється підземними та поверхневими водами. У воді, солончаках і прилеглих степових і піщаних грунтах поширені 38 видів синьо-зелених водоростей. Навесні і восени, в залежності від наявності води, служить місцем концентрації птахів. Тубальський лиман розташований в межах Приазовського національного природного парку.